# ブレーメン＝フェルデン戦役
ブレーメン＝フェルデン戦役（独: Bremen-Verdener Feldzug）は、スコーネ戦争の一環として行われた紛争である。1675年9月13日から1676年8月13日にかけて、ブランデンブルク＝プロイセン及び近隣のリューネブルク侯領、ミュンスター司教領並びにデンマークがブレーメン＝フェルデン公領を征服した。
スウェーデンのバルト帝国において、辺境の前哨地となっていたブレーメン＝フェルデン公領はスウェーデン領ポメラニア、ヴィスマール領と並んで1648年のヴェストファーレン講和条約以降、北ドイツにおける第三の帝国封土であった。その征服後、1679年の終戦まで公領は連合軍の手に残ったが、ナイメーヘンの和約によって完全にスウェーデンに返還された。
スウェーデン、ブランデンブルクやデンマークといった主要な交戦国にとって、この北ドイツにおける戦場の重要性は低いものに留まっている。

## 前史
1672年、帰属戦争の結果に対する報復としてフランスがネーデルラントへ侵攻すると、対仏同盟が結成された。この対立は、オランダ戦争に発展する。次第に高まる戦力の負担を軽減するべく、フランスは伝統的な同盟国であるスウェーデンに、敵国に対する戦争への参加を迫った。それらは、ネーデルラント並びにハプスブルク家とブランデンブルク＝プロイセンである。1674年の末、ブランデンブルク選帝侯フリードリヒ・ヴィルヘルムが対仏戦争に出征していた間に、カール・グスタフ・ヴランゲル帝国男爵率いるスウェーデン軍が、軍事的にほぼ無防備であったブランデンブルク辺境伯領へ侵攻した。1675年、短期の夏季戦役において選帝侯はスウェーデン軍を破り、スウェーデン領ポメラニアへ撃退することに成功する。
ブランデンブルクの勝利に鼓舞され1675年7月17日には、ポメラニア、メクレンブルク及びブレーメン＝フェルデンにおける領主として帝国諸侯の地位を有するスウェーデン国王カール11世に帝国アハト刑が下され、神聖ローマ帝国がスウェーデンに宣戦した。ヴェストファーレン帝国クライスとオーバーザクセン帝国クライスには、スウェーデンに対する帝国執行が命じられる。
程なくして、デンマークもスウェーデンに宣戦した。
この大規模な戦争において、デンマークとブランデンブルクの連合軍は全力をもってスコーネ地方の戦場に転じられるよう、ひとまず北ドイツのスウェーデン領を征服することになった。デンマーク国境の南端に接するブレーメン＝フェルデンの攻略をもって、デンマークへ侵攻するための潜在的な拠点をスウェーデンから奪う手筈であった。武力外交上の思慮としては、他にもスウェーデンから募兵や傭兵を募集する手段を奪うという目的もあったのである。
スウェーデン本国の作戦計画では、軍事的な勝利を自国の艦隊に求める予定であった。バルト海においてデンマーク艦隊に対し見込まれた勝利を収められれば、北ドイツの所領への圧力を減じ、次の段階でデンマーク王国の中心地であるシェラン島へ上陸することになっていたのである。それゆえブレーメン＝フェルデン公領におけるスウェーデン軍の期待は、何よりも軍事的な転機をもたらすべく、本土から増援を運ぶはずの友軍艦隊の戦力にかかっていた。しかし、スウェーデン艦隊は整備の遅延によって出撃できなかったので、同公領は解囲されず、既存の戦力に頼ることを余儀なくされた。
ブレーメン＝フェルデン公領におけるスウェーデン軍の兵力は寡少とされた上、防備を固めた様々な拠点に分散されていた。その集団はシュターデ、カールスブルクその他7か所の小さな要塞に駐屯していた。大規模な攻勢作戦に対し、同軍は遅滞戦闘をもって対抗するしかなかったのである。その防衛作戦は、要塞戦を目標としていた。要塞化された多数の拠点は、来るべき敵軍に手間のかかる小規模な攻囲戦の連続を強いる一方、防衛軍の部隊をも分散させてしまい、作戦可能な野戦軍の形成を阻むものであった。

## 外交上の準備

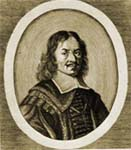
クリストフ・ベルンハルト・フォン・ガレン。一時的に連合軍の総司令官を務めた。

1674年4月22日までフランスに味方し、ネーデルラントと交戦中であったミュンスター司教クリストフ・ベルンハルト・フォン・ガレンは権力拡大を意図し、1675年6月7日にウィーンの皇帝の宮廷で条約を結び、皇帝と帝国の義務のため9,000名の軍を提供すると約束した。この約束が契機となり、司教はスウェーデンに対する戦争に参加する。1675年9月21日にはミュンスター司教領、デンマーク並びにブランデンブルク連合軍とブラウンシュヴァイク＝リューネブルクのカレンベルク公ヨハン・フリードリヒとの間で中立条約が調印された。これまでスウェーデンに味方していたブラウンシュヴァイク＝リューネブルクは条約に従い、差し迫ったスウェーデンとの戦いにおいて中立を約束する。
これら四つの同盟国が合意に至った背景には、帝国やクライスの防衛に向けた貢献よりも、何より参加した帝国諸侯の政治的利益があった。ゆえにこの帝国執行は各領邦の軍が担ったが、クライス派遣軍は実質的に戦闘に関与しなかった。

## 1675年の秋季戦役

### ミュンスター軍によるブレーメン＝フェルデン襲撃
この戦役は1675年9月15日、スウェーデン領の南西でテアートルム・エウロペーウムの記述に拠れば約10,000名（他の文献では4,000名）のミュンスター軍がハーゼリュンネを経由し、ヴィルデスハウゼン警察区に進攻した時に始まった。ヴェーザー川へ向かう、さらなる進撃は阻まれなかった。ブレーメンでは9月25日、ミュンスター軍が砲兵隊とともにヴェーザー川を渡る。
ヴェストファーレンの所領から来た、歩兵1,600名と騎兵700名を擁するブランデンブルク軍もシュペーン男爵少将に率いられ、9月末にブレーメンに到着する。デンマーク軍は、グスタフ・アドルフ・フォン・バウディスィーン伯爵中将指揮下の2,500名をもって参戦した。
司教クリストフ・フォン・ガレン率いるミュンスター軍は、中立のブレーメンからヴェーザー川沿いのラングヴェーデル要塞に進み、9月27日から28日にかけて占領する。これにより、かつてのフェルデン司教領への道が開かれた。フェルデン自体はすでに9月27日、連合軍の占領下に入っている。ミュンスター軍は町を急襲して侵入し、市門の一つを制圧したのである。
フェルデンに続いて、ローテンブルクも短時間の抗戦を経て降伏し、攻略された。そこからすぐに軍団はオッタースベルクへの移動を開始し、1675年10月3日には兵力に勝るミュンスター軍が同地を占領する。スウェーデンの守備隊140名は捕虜となった。それから連合軍は、ブクステフーデを目標に北東へ進軍を続け、10月12日に到着する。
この町の防備は固く、食糧や弾薬の備蓄も豊富で、テアートルム・エウロペーウムの記述に拠ると400名の守備隊がいた。攻囲戦は不可避と思われた。同日の内に連合軍は、町の前面にある重要な高地を占領し、そこで全ての大砲（臼砲14門と榴弾砲37門）を配置に就ける。10月13日の朝には砲撃が始まり、60軒以上の家屋で火災が発生した。10月14日、榴弾砲と臼砲から合わせて100発の爆弾と60発の榴弾が町へ撃ち込まれ、これまた著しい損害を与えたが、この時には住民から死亡者は出なかった。10月15日、突入に必要な塹壕を町の前面に掘り、大規模な攻撃を敢行するべく砲撃が停止される。

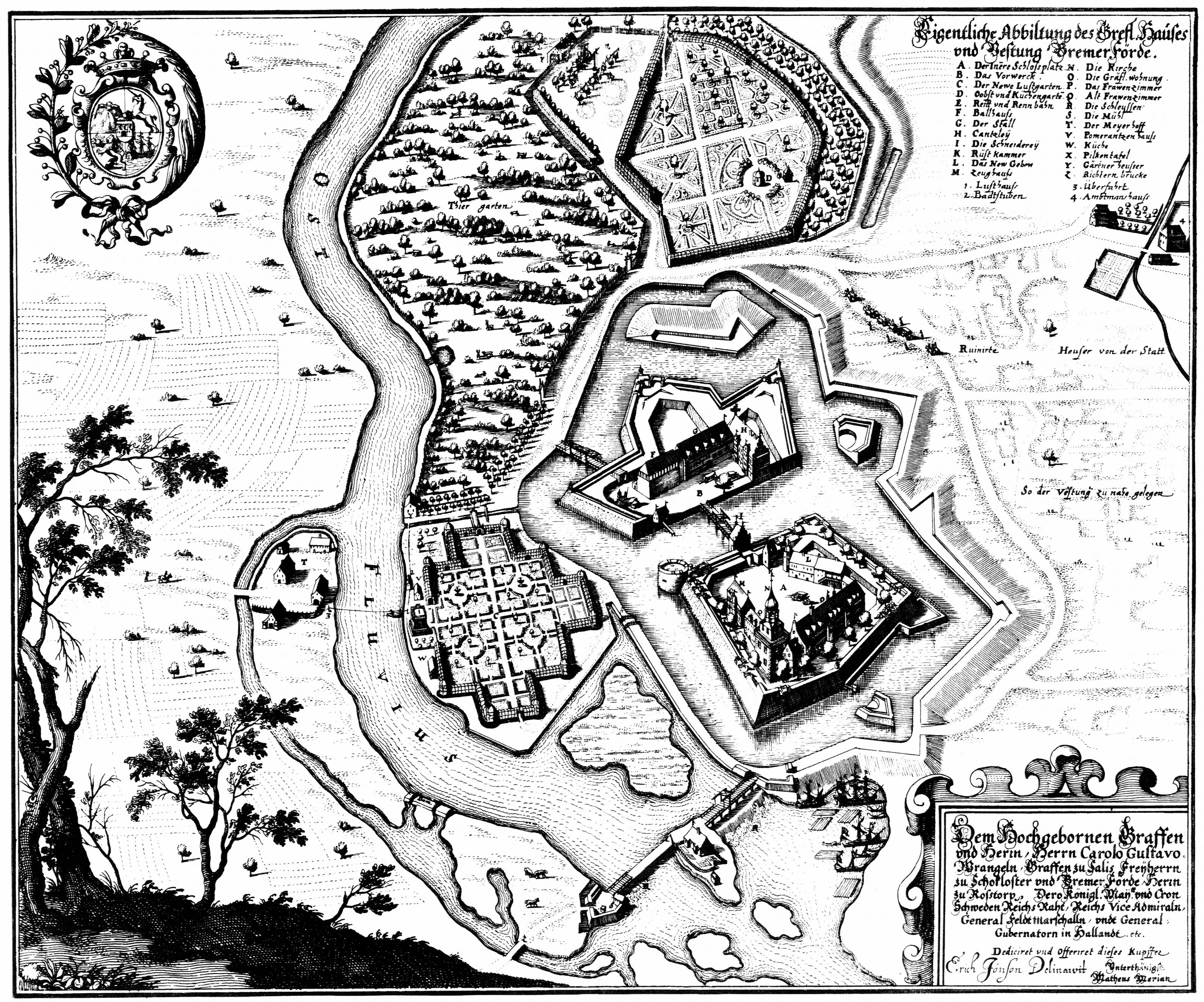
1653年のブレーマーフェルデの風景。
マテウス・メーリアンの銅版画。（1653年）

砲撃はすでに重大な被害を及ぼしていたため、ブクステフーデの司令官、ハメルトンはスウェーデン国王に帝国アハト刑が宣告されたことを知った住民やドイツ人傭兵に迫られ、町の降伏を余儀なくされた。守備隊は所有物と携行武器を伴い、シュターデに撤退することを許可される。10月16日、連合軍は町に入城した。この時、スウェーデン軍が残した大砲24門と砲弾を入手している。
ブクステフーデの陥落後、連合軍の諸連隊の一部はブレーマーフェルデに進撃した。10月25日、ブレーマーフェルデ要塞の攻囲が始まる。3日間にわたる大規模な砲撃の後、守備隊に属するドイツ人傭兵は軍務を拒否した。連合軍は、一人のトランペット手を軍使として町へ派遣する。軍使は「要塞を占領した後、ドイツ人の戦闘員は全て処刑する」と言って守備隊を脅した。彼らがアハト刑に処された者に仕え、その武器を神聖ローマ帝国に対して使用しているというのが、その理由であった。スウェーデン人の指揮官にはこのような状況の下、町を引き渡す他に選択の余地はなかった。スウェーデン人の士官と兵には全ての所有物と武器を伴う撤収が認められた一方、ドイツ人守備兵のほとんどは連合軍に転仕した。同盟国間の事前の協議に基づき、町はブスクテフーデに500名を入城させていたリューネブルク軍に割り当てられる。この時点で、スウェーデン軍の手中に残るのはシュターデとカールスブルクの要塞のみとなった。

### ブランデンブルク軍とデンマーク軍の上陸作戦

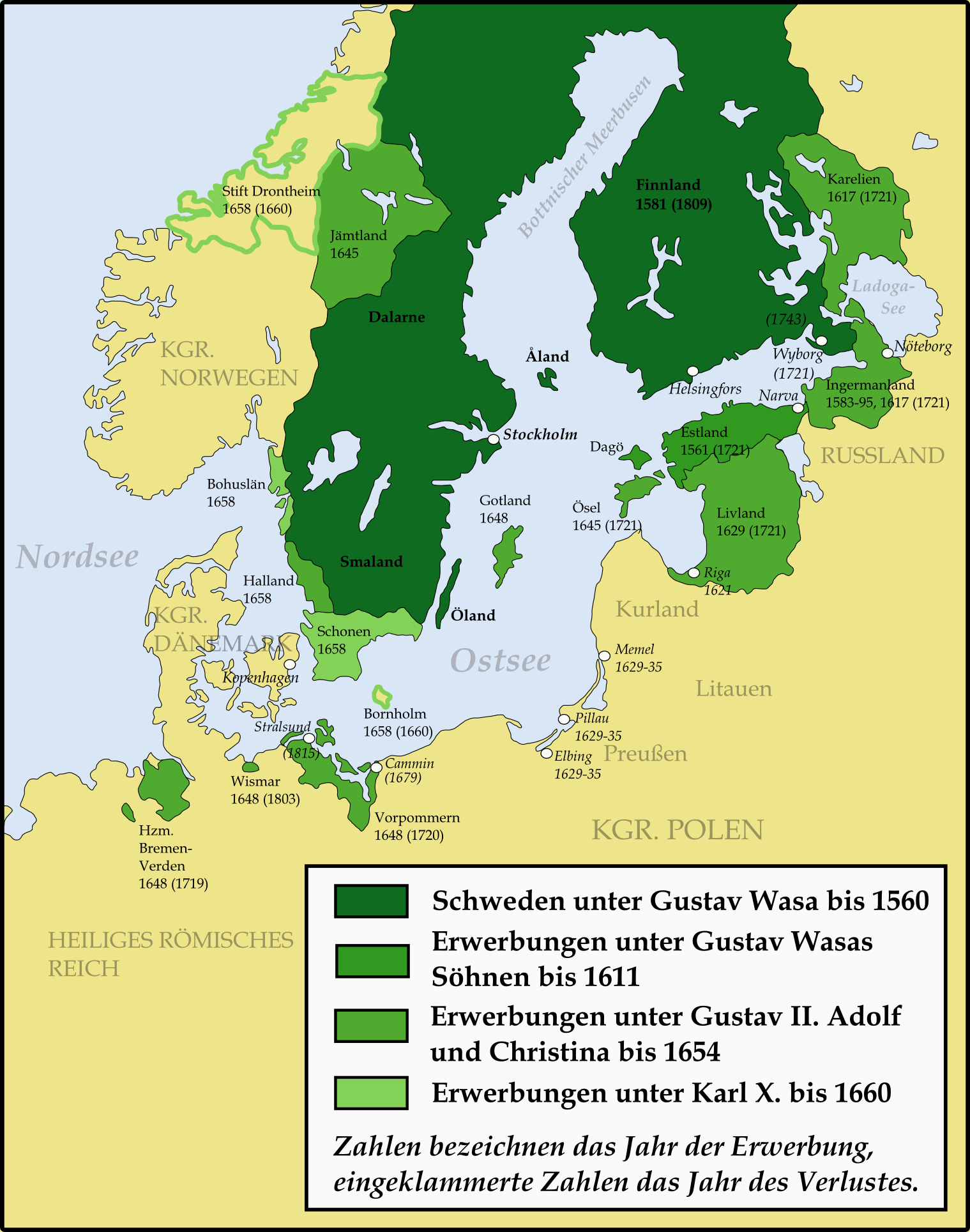
北ドイツの所領を含む1660年頃のスウェーデン王国。

ミュンスター、ブランデンブルク及びデンマーク各軍の進撃と並行して、デンマーク軍とブランデンブルク軍は2回にわたって上陸を試み、スウェーデン軍から多大な損害を被って撃退され、失敗していた。最初の上陸作戦は9月、戦略的に重要なカールスブルク要塞を攻略するべく、ブランデンブルクのズィーモン・デ・ボルファイ提督が敢行している。このスウェーデンの要塞は、ヴェーザー川の河口を支配するべく1672年に建設されたばかりであった。そこへエルベ川から7隻のブランデンブルクの艦隊が、534名の上陸部隊を乗せてやって来た。艦船の乗組員と合わせると、その数はおよそ800名から900名であった。
9月28日、この部隊はカールスブルクの北方、レーエに上陸する。800名を擁する比較的有力な守備隊を率いていた、カールスブルクのスウェーデン軍指揮官が降伏を拒絶したため、デ・ボルファイ提督は指揮下の部隊に命じて町の前面で防備を固めさせ、9月30日に数度にわたって艦砲で要塞を砲撃した。しかし同日中にも、上陸部隊は要塞から後退した。その際、ブランデンブルク兵30名がスウェーデン軍へと脱走している。これらの脱走兵の証言に鼓舞され、スウェーデン軍は10月1日に200名とともに出撃したが、短い戦闘を経て損害を被り、後退を余儀なくされた。
カールスブルク要塞を解囲するため、シュターデからスウェーデンの13個騎兵中隊がシドン中佐の指揮下、カールスブルクへ出発した。今や兵力において明確に劣勢となったブランデンブルク軍は、斥候からこの援軍の接近を報じられると攻囲を中断し、10月2日に再び乗船した。風向に恵まれなかったため、これらの上陸舟艇はスウェーデンの援軍が到着した時、まだ岸の近くにあった。その結果、スウェーデン軍に攻撃され、短い抗戦を経て優勢な敵に降伏する他なかったのである。この上陸作戦における、ブランデンブルク軍の損害は合計で314名に上った。そのほとんどは、捕虜である。
ほぼ同じ頃、デンマークの小艦隊がハーヴィヒ中佐率いる歩兵6個中隊を伴い、ラント・ヴルステンで上陸した。カールスブルク付近の作戦行動を成功させたシドン中佐は、これらのデンマーク傭兵を攻撃した。数度の交戦を経てスウェーデン軍はデンマーク軍を破り、400名を捕虜とすることに成功した。その内、200名がスウェーデン軍に採用され、カールスブルク守備隊の増援に向かうよう命令を受ける。他の捕虜はシュターデに「収容」された。即ち、同地のスウェーデン軍部隊の増強に回されたのである。スウェーデン軍の集団は10月7日、シュターデに帰還した。カールスブルクの海上封鎖は解かれ、ブランデンブルクの艦船7隻はシュターデ要塞の補給路を水辺から遮断するべく、代わりに下エルベへと向かう。カールスブルクはスウェーデン軍による防戦の成功に拘わらず、10月末から改めて攻囲されることになった。

### 連合軍の総司令官交代
10月、ブラウンシュヴァイク＝リューネブルク公ゲオルク・ヴィルヘルム率いるリューネブルク軍、約3,000名がラインラントから戦場に到着した。そしてニーダーザクセン帝国クライスの選任された長官として、それまでに12,000名を擁するまでになっていた連合軍の上級指揮権を引き継ぐ。
ミュンスター司教クリストフ・フォン・ガレンのローテンブルクの本営では、10月14日に司教、ゲオルク・ヴィルヘルム公とブラウンシュヴァイク＝リューネブルク公ルドルフ・アウグストが、今後の戦役における相互協力を約束した秘密協定に署名した。引き続きデンマークとブランデンブルクを除外したまま、占領地の一時的な分割を継続することを交渉で取り決めたのである。
その後、連合軍の間では繰り返し著しい意見の不一致や不信が見られるようになった。なぜならプロテスタントの諸侯は、カトリックのガレン司教に、プロテスタントの帝国クライスにおける過度の影響力を容認したくなかったからである。

### シュターデへの攻撃、カールスブルクの攻囲とスウェーデン軍の出撃

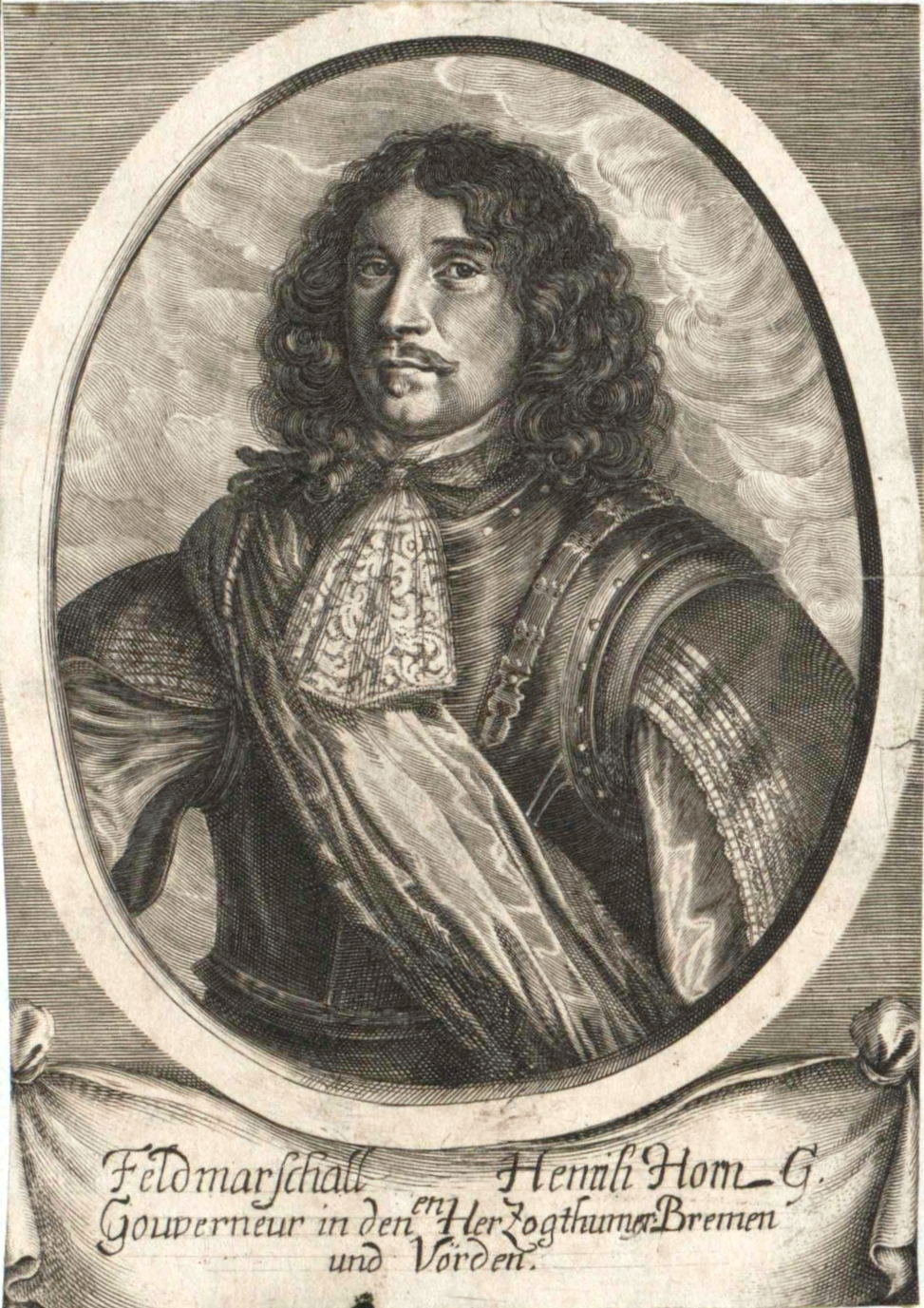
スウェーデンのブレーメン＝フェルデン総督、ヘンリク・ホルン元帥。（1618年–1693年）
テアートルム・エウロペーウム第11巻（1682年）より。

11月4日、連合軍はスウェーデンのブレーメン＝フェルデン公領における地方政庁が置かれていたシュターデに進軍した。スウェーデンの同公領における総督、ヘンリク・ホルン元帥率いるシュターデ守備隊は5,624名と民兵600名から構成されていた。
脅威に直面したホルンは、町の防衛に向けて徹底的な準備に心を砕いていた。連合軍が到着した時、ドイツ人傭兵が脱走しないように元帥は現物と宣伝の両面から対策を講じる。スウェーデンは帝国の敵と宣告されていた上、皇帝レオポルト1世が神聖ローマ帝国の臣民に向けてスウェーデンのための勤務を放棄する勅令（Mandata Avocatoria）を宣下するよう決心したため、ドイツ人傭兵はスウェーデン軍での隊務を放棄し、次々に脱走していた。それゆえ11月初頭、ホルンは威嚇のためにブクステフーデの元司令官、ハメルトンを開城が尚早であったとして咎め、シュターデで公開処刑したのである。シュターデのドイツ人傭兵は全員、スウェーデン国王に対する忠誠を公衆の面前で改めて宣誓しなくてはならなかった。このような強権的な方法でホルン元帥は、ひとまず配下の守備隊の規律を正し、積極的な防戦を強いることができたのである。
1675年11月6日から7日にかけて繰り返されたシュターデ要塞への攻撃は成功せず、連合軍は冬の到来と頑強な抗戦のため、町の攻囲を巡って合意に至ることができなかった。結局、連合軍は11月9日に部隊を冬営に撤収させる。そしてシュターデの封鎖を維持するべく、それまでに占領していた要塞に兵を配した。ブランデンブルク軍もクレーフェ公領やミンデン侯領を目指して戦場を去る。
各要塞守備隊の消極性によって、スウェーデンは一時的に主導権を奪還することができた。シュターデから繰り返し、襲撃や食糧徴発に出たのである。その際、個々の中隊は略奪や放火を行いながらエルベ川上流ではブクステフーデ、クランツやアルトナまで、下流ではビーレンベルク（現在のコルマールの一地区）やコルマールまで出撃した。その時にはエルベ川でデンマークやネーデルラントの様々な船が破壊、もしくは拿捕されたのである。
1月初頭、スウェーデン軍はズューダウ大佐指揮下の竜騎兵約400名と、歩兵400名をもってラムスドルフ中佐に率いられ砦に籠ったミュンスター軍、約500名を攻めるべくフライブルクへ出撃した。スウェーデン軍の正面攻撃が失敗した後、ズューダウ大佐は配下の竜騎兵に陣地を迂回し、デンマーク軍の陣営の後方から攻めるよう命令を下す。それに従って竜騎兵が村に入り、攻撃配置に就いた後、スウェーデン軍は砦に全方向から攻め寄せた。ミュンスター軍は大きな損害を被り、陣地を放棄すると逃亡する。スウェーデン騎兵の追撃を受け、ミュンスター兵260名が捕虜となった。その一方、スウェーデン軍がこのフライブルク・アン・デア・エルベの戦いで失った兵は50名に留まる。捕虜の中には、かつてスウェーデンに雇われ、ブレーマーフェルデが陥落した時に転仕した15名の傭兵がいた。彼らは格好の見せしめとして槍玉に挙がった。脱走兵の内、1名は威嚇のためシュターデで四つ裂きにされ、5名は絞首刑に処され、9名には烙印が押されたのである。
スウェーデン軍の成功期は、10月末から攻囲されていたカールスブルクの陥落とともに終わった。1月22日、弾薬、食糧と兵力の不足がフランス人の司令官、ジャン・メル大佐によるミュンスター、デンマーク、リューネブルク各国の攻囲軍に対する要塞の降伏に繋がったのである。なお380名（その内200名は戦闘不能）が残っていたスウェーデンの守備隊には、自由な退去が認められた。要塞の引き渡しにあたって、大砲80門が連合軍の手に落ちた。協定に従い、ミュンスターとリューネブルクの占領軍が入城している。

## 連合軍の不和
ミュンスターとリューネブルクは事前にデンマークとブランデンブルクを除外し、将来のブレーメン＝フェルデンの分割に合意していたため、スウェーデンに対する戦闘行為の継続を妨げ、危うくさせるような激しい対立が同盟各国の間で生じた。例えばミュンスターはフェルデン司教区の他にヴィルデスハウゼン、ブルク、ブレーマーフェルデ、オッタースベルクとテディングハウゼンの各警察区を要求していた。残りはリューネブルク＝ツェレに属すとされたのである。デンマークとブランデンブルクはこれに対し、占領地の等分を迫った。デンマークはカールスブルクとシュターデ、即ちヴェーザー川とエルベ川の河口の支配を要求した。この後、ポメラニア戦役においてミュンスター及びリューネブルクからの援軍と交換できるようにするためである。
妨げとなる領土要求を巡る対立は、同盟国間で公然とした戦闘が差し迫るほど深刻化した。ネーデルラントはこの状況下、対仏戦争を危機に晒さないよう各国の仲介を試みる。そしてまず使者のファン・デア・トホト、続いてアメロンヘンを交渉のためブレーメンに派遣した。オランダ総督のオラニエ公ウィレム3世は、ブレーメン＝フェルデン公領の全要塞の廃城、最終的な分割をナイメーヘンの講和会議で協議すること、そして両公領の管理を一時的にリューネブルクとミュンスターに委託することを提案した。ブランデンブルクとデンマークは、期待に反してポメラニアとスコーネで「補償」を得られない場合、ブレーメン＝フェルデンの一部に対する権利を明文とともに留保することになった。ブランデンブルクの駐デン・ハーグ公使は係争地の一時的な分割を達成しようと望んでいたが、3月28日にはこの条約に同意した。この戦役を継続するためには避けられない、同盟国間の争いの解決を果たすには他に手段が見つからなかったからである。
ブランデンブルク選帝侯は公使の判断を承認しなかったが、ポメラニアにおける対スウェーデン戦争の有利な戦況を背景として、リューネブルクからの援軍と引き換えに自身の要求を放棄した。それでも選帝侯は1677年の初頭、デンマークと秘密協定を結び、「分割されるブレーメン＝フェルデンの少なくとも1/5を得ること」に対する同国の支持を確保している。

## 1676年のシュターデ攻囲戦

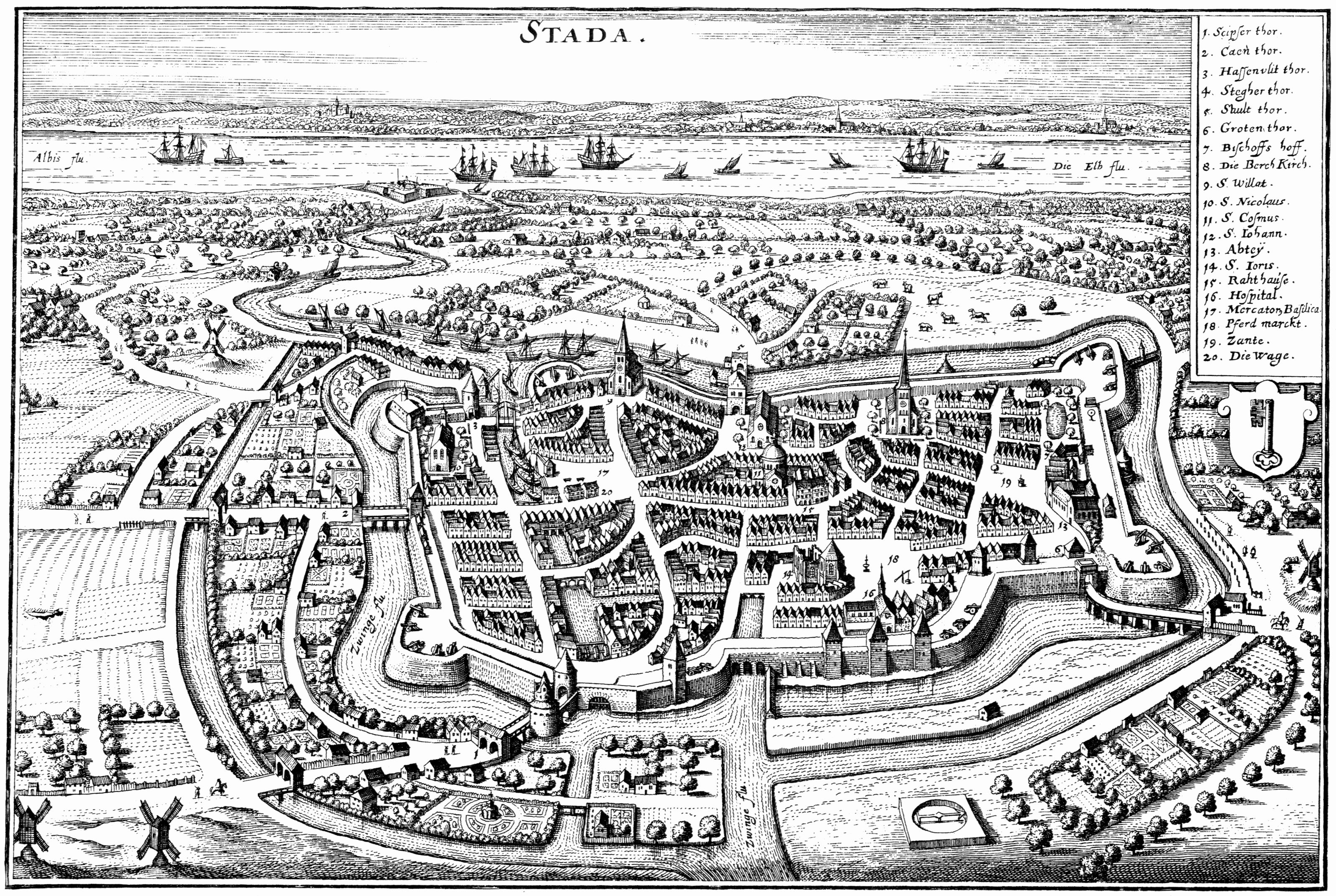
1640年頃のシュターデ。
マテウス・メーリアンの銅版画。

ブレーメン＝フェルデンの分割を巡る同盟各国の争議が続いたことによって、シュターデにおける攻囲戦の始まりは1676年の春まで遅延した。各国がブレーマーフェルデで諸条件に合意したのは、ようやく5月8日のことである。こうしてスウェーデンの最後の所領に対する攻撃は、歩兵16,000名と騎兵4,000名をもって実施されることになった。攻略後の要塞はデンマーク、ブランデンブルク、ブラウンシュヴァイク＝リューネブルクとミュンスターが等分して占領することとされた。4月初旬、リューネブルクのショーヴェ中将が町を封鎖するべく策を講じる。続いてほぼ毎日のように、小競り合いとスウェーデン軍の出撃が発生し、その戦況は一進一退であった。同時に攻囲軍は、野戦築城を開始した。
シュターデはエルベ川の支流、シュヴィンゲ川の河口にあり、海へ通じている。またスウェーデンの要塞施設には、シュヴィンゲ川の河口を支配するスカンスが含まれていた。その掩護の下、攻囲戦の間に食糧を積んだスウェーデン船数隻が町へ到達し、逼迫していた補給を届けることができた。シュターデへの出入りを海からも阻止し、より効果的な攻囲を可能とするべく連合軍は、この「シュヴィンゲの砦」の攻略を決定する。そのため、グリュックシュタットから砲兵隊が呼び寄せられた。この他、それぞれ大砲18門を備えたリューネブルクの艦船2隻がシュヴィンゲ川の河口に入る。これらの準備を阻止するため、スウェーデン軍が試みた出撃は全て撃退された。連合軍は次第に砦へと接近し、砲台を築くとそこからスウェーデン軍の陣地へ継続的な射撃を実施した。4月23日、スウェーデン軍は騎兵300名をもって改めて出撃を敢行し、最初は成功を収めたものの、同時代史料に拠れば46名の犠牲を出して押し戻される。7月4日には連合軍の野戦築城も完成し、シュヴィンゲの砦に激しい砲撃を加えた結果、およそ100名の守備隊は降伏した。

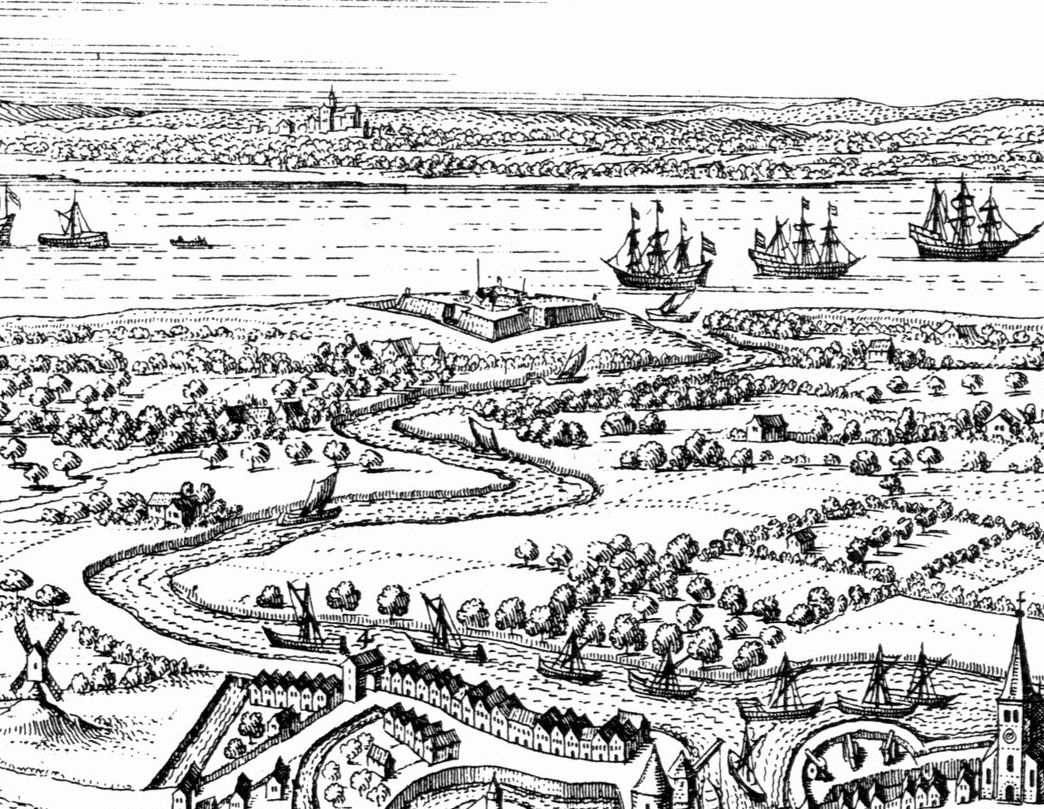
シュターデ近郊にある、シュヴィンゲの砦の絵。

この失陥によって、海からシュターデに補給を送ることはもはや不可能になった。そして風向に恵まれず足止めされたスウェーデン艦3隻と、補給物資や兵員を乗せた6隻の輸送船がシュヴィンゲの河口に到着すると、それらは岸辺に設置された連合軍の砲台から砲撃される。スウェーデン艦隊はシュターデからの後退を余儀なくされ、周辺で数度の襲撃を敢行した後、やむなくエルベ川を離れた。
全ての補給を絶たれ、シュターデ要塞の状況は著しく悪化する。赤痢の発生により、守備隊の兵力はおよそ3,000名まで減少した。また物資の窮乏により、その士気も落ちる。2回にわたってスウェーデン兵は反乱を起こしたが、それを鎮めるには抑圧的な手段を用いるしかなかった。ドイツ人傭兵の脱走は規模を増し、もはや出撃による能動的な防戦は不可能となった。
6月、連合軍による塹壕の掘削作業は町の堀に到達するほど進展した。兵力を保つべく、町に突入せず兵糧攻めを実施するという意図から砲撃は行われなかった。一方、スウェーデンの守備隊が講じた対策は、管理していた水門を開き、周辺を水没させることであった。しかし攻囲軍は、水を二つの運河からエルベ川へと流すことに成功する。
町の補給状況が日増しに深刻化すると、市民と守備隊はホルン総督に攻囲軍との交渉を強いた。その折衝は7月23日に始まる。しかし、それはより厳しい条件であるにも拘らず、カトリックのミュンスター軍よりもプロテスタントのリューネブルク軍を占領軍として優先したい住民の強い要請によって長引いた。交渉の結果、町はショーヴェ中将率いるリューネブルク軍、9個中隊によって占領されることになった。ドイツ人傭兵は、スウェーデン軍における隊務を取り消さなくてはならなかった。1676年8月13日の早朝、ホルン元帥は大砲10門とスウェーデン兵800名を率いて撤収する。ドイツ人傭兵1,400名は「収容」、もしくは釈放された。これによって、連合軍はブレーメン＝フェルデンにおけるスウェーデンの最後の拠点を手中に収めたのである。

## 影響
シュターデの攻略後、リューネブルク軍の3,000名がエンデ少将に率いられ、スウェーデン領ポメラニアのブランデンブルク軍を支援するべく現地へ派遣された。残りはミュンスター軍とともに、9月末までフランス軍と戦うため、ラーン川に臨むヴェッツラーへ向かう。
占領期間中、ガレン司教は管理下の区域でカトリックの再布教を行った。こうして、多くの場所でカトリックのミサが再導入される。戦争が終わるまで、ブレーメン＝フェルデンは連合軍の占領下に置かれた。デンマークはブレーメン公領に3,000名の占領軍を残している。
1679年1月28日、リューネブルク侯領がツェレでスウェーデンと和約を結ぶと、分割計画は崩壊する。リューネブルクは同条約で、全般的な講和が締結された後に全ての占領地から撤収することを約束した。そしてフランス軍がヴェストファーレンに来襲すると、後継のミュンスター司教フェルディナント・フォン・フュルステンベルクは同年3月29日のナイメーヘンの和約でスウェーデンに対し、占領地の返還を余儀なくされた。ミュンスター司教領は、ヴィルデスハウゼン領のみをスウェーデンから受け取る戦争賠償金、100,000ライヒスターラーの担保として保持することを認められた。その支払いが行われたのは、1699年になってからである。フランスはミュンスター司教に、ブレーメン＝フェルデン公領で新設されたカトリックの施設の維持に尽力することを約束した。
ミュンスター軍はフェルデン、ラングヴェーデルとローテンブルクから1680年1月14日、ブレーマーフェルデから15日、オッタースベルクとカールスブルクからは17日に撤兵した。一方、リューネブルク軍のシュターデからの撤収は、同年3月10日まで延期されている。

## 文献
- ヘンニンク・アイヒベルク（英語版）: Festung, Zentralmacht und Sozialgeometrie. Kriegsingenieurwesen des 17. Jahrhunderts in den Herzogtümern Bremen und Verden. Böhlau, Köln 1989, ISBN 3-412-01988-7.
- クルト・ヤニー（ドイツ語版）: Geschichte der preußischen Armee- vom 15. Jahrhundert bis 1914. Biblio Verlag, Band 1, Osnabrück 1967, p. 229–231.
- Studienrat Geppert: Die Geschichte des Emslandes im Rahmen der allgemeinen deutschen Geschichte. Osnabrück III. Teil, S. 6–21 in: Emslandbuch. Ein Heimatbuch für die Kreise Meppen, Aschendorf, Hümmling. 1928, Herausgegeben im Selbstverlag der Kreise.
- マーレン・ローレンツ（ドイツ語版）: Das Rad der Gewalt. Militär und Zivilbevölkerung in Norddeutschland nach dem Dreißigjährigen Krieg (1650–1700). Böhlau, Köln u.a. 2007, ISBN 978-3-412-11606-4.
- Matthias Nistal: Oldenburg und die Reichsexekution gegen Schweden. Oldenburger Jahrbuch 104, 2004, S. 65–99.
- Matthias Nistal: Die Reichsexekution gegen Schweden in Bremen-Verden. in Heinz-Joachim Schulze (Hrsg.) Landschaft und regionale Identität, Stade 1989.
- ルイ・ハインリヒ・ズィッヒャート・フォン・ズィッヒャーツホフ（ドイツ語版）:Geschichte der königlich hannoverschen Armee. Erster Band, Hannover 1866, S. 396–398.
- Ersch/Gruber: Allgemeine Encyclopädie der Wissenschaften und Künste（英語版）. Section 1, Theil 52 (G – Gallatin), Leipzig 1851, p. 334/335.
- Sigismundus Latomus, Relationis Historicae Semestralis Vernalis Continuatio. 1676, S.58f, Von schwedischen und Chur-Barandenb. Geschichten